# Anke Brockmann
Anke Brockmann (Berlijn, 19 augustus 1988) is een hockeyster uit Duitsland. Ze vertegenwoordigde haar vaderland bij de Olympische Spelen van 2012 in Londen, waar de Duitse nationale ploeg als zevende eindigde in de eindrangschikking. Brockmann komt uit voor het Duitse clubteam Berliner HC. 